# Геометрична фігура

Фігури на площині.

Фігура (від лат. figura) — термін, формально застосовуваний до довільної множини точок. 

## Фігури на площині
Зазвичай фігурою називають множину точок на площині, які обмежені скінченим числом ліній. Наприклад: квадрат, коло, трикутник.
При цьому, наприклад: кут, промінь і точка вважаються геометричними фігурами.
Якщо всі точки фігури лежать в деякій площині — вона називається плоскою і вона може бути задана рівнянням {\displaystyle g(x,y)=0}.

Геометричні фігури (тіла) у тривимірному просторі.